# اسکات مک‌لاگلین
اسکات توماس مک‌لاگلین (‎/mɪˈklɒxlɪn/‎;  زادهٔ ۱۰ ژوئن ۱۹۹۳) یک راننده مسابقه‌ای اهل نیوزیلند است. او در حال حاضر در سری ایندی‌کار رقابت می کند او با خودرو شماره ۳ تیم پنسکی رانندگی می کند. او قبلاً در مسابقات قهرمانی سوپراسپرت ها شرکت کرده بود که در آن عنوان رانندگان را در سال های ۲۰۱۸، ۲۰۱۹ و ۲۰۲۰ به دست آورده بود.

## اوایل زندگی
مک‌لاگلین در کرایست‌چرچ نیوزلند به دنیا آمد و در سن ۳ سالگی با خانواده اش به همیلتون رفت و در ۹ سالگی به ساحل طلایی استرالیا نقل مکان کرد و در تمام دوران تربیت خود در کالج سنت استفان حضور داشت.

## دوران جوانی و اولین مسابقه

### کارتینگ
مک‌لاگلین در سال ۱۹۹۹ در پیست کارتسپورت همیلتون خارج از همیلتون نیوزلند، مسابقات کارتینگ خود را آغاز  و اولین عنوان قهرمانی خود را در سال ۲۰۰۲ به دست آورد. پس از نقل مکان خانواده اش به ساحل طلایی در سال ۲۰۰۳، مک لافلین شروع به رقابت در مسابقات کشوری استرالیا کرد و همزمان به رقابت در نیوزیلند نیز ادامه داد. در سال ۲۰۰۸، مک لافلین نماینده نیوزیلند در کلاس جونیور در فینال بزرگ مسابقات روتاکس مکس چلنج (مسابقات کارتینگ)، در کنار نیک کسیدی بود. مک لافلین که فینال مسابقات را از جایگاه ششم شروع کرد، در دور اول دچار حادثه شد و در نهایت در رده نوزدهم قرار گرفت.

### مسابقات سری سوپر‌تور وی۸
مک لافلین در فصل ۲۰۱۲ سری سوپر‌تور وی۸ حضور پیدا کرد. او در راه تبدیل شدن به قهرمان در اولین فصل حضور خود در این مسابقات، شش مسابقه برای تیم ام‌پی‌سی موتوراسپورت برد.